# Disney's Blizzard Beach
O Blizzard Beach é um parque aquático localizado no Walt Disney World Resort, em Bay Lake, próximo a Orlando, Flórida, Estados Unidos. Todas as áreas aquáticas são aquecidas (a aproximadamente 27° C) com exceção do gelo derretendo na caverna de gelo de Cross Country Creek.
O parque foi inaugurado em 1º de abril de 1995 e foi o terceiro parque aquático do Disney World. Em 2012, o parque atraiu aproximadamente 1 929 000 de visitantes, colocando-se cono o segundo parque aquático mais visitado do mundo, atrás de seu vizinho Typhoon Lagoon.
A maioria das principais atrações do parque estão localizadas no Mount Gushmore, uma colina artificial com uma altura de 27,4 m. O Mount Gushmore é dividido em três pistas coloridas para ajudar os visitantes a se localizarem no parque: verde, vermelho e púrpura.
O Blizzard Beach abre por nove meses de 15 de março a 3 de janeiro. De 4 de janeiro a 14 de março, o parque fecha para reformas anuais. Durante o fechamento, o Typhoon Lagoom permanece aberto.

## História do parque
De acordo com a lenda da Disney, uma tempestade neve na área levou ao desenvolvimento do primeiro resort de esqui da Flórida. Naturalmente, a neve não durou muito. Ela deixou uma variedade de áreas alagadas sem neve de pulos de esqui e teleféricos. Os operadores estavam se preparando para cortar seus prejuízos, mas eles foram interrompidos por um grito ecoante vindo da montanha de neve derretendo. Eles olharam para cima e viram um jacaré azul vestindo um lenço vermelho e um snorkel dourado, descendo a montanha à alta velocidade. O Ice Gator, o mascote, então caiu em uma piscina de neve derretida na base da montanha com um mergulho estrondoso. Os operadores do resort de esqui viram repentinamente o potencial do parque, e então a montanha de neve tornou-se o Blizzard Beach, "o parque aquático mais escorregadio e divertido do mundo".

### Aparições de personagens
- Do lado do Beach Haus, a principal loja de lembranças do parque, está um buraco em forma do Ice Gator (a área representaria um pulo do Ice Gator do Summit Plummet, que caiu na construção).
- O Ice Gator antigamente era encontrado andando pelo parque durante os meses de verão cumprimentando os visitantes e tirando fotos. No entanto, ele não mais aparece. De acordo com fontes dos funcionários, isto se deve principalmente pela falta de reconhecimento dos visistantes em relação ao personagem.
- Durante os meses de verão, o Pateta pode ser visto andando pelo parque cumprimentando os visitantes e tirando fotos.

## Disposição do parque

### Green Slope
As atrações do Green Slope (todos escorregadores de água para um visitante, sem permissão para apostar corridas) são encontradas no ponto mais acima do Mount Gushmore. Elas podem ser acessadas a pé ou por teleférico. O teleférico possui via única, exceto para os visitantes com deficiência.
- Summit Plummet é a atração principal com uma altura de 36,6 m e uma velocidade de 97 km/h. Ela é a terceira queda livre mais alta e mais rápida no mundo. Há uma altura mínima exigida de 122 cm. 
A Summit Plummet foi reconhecida pelo Guinness Book of World Records como sendo a mais alta e mais rápida até a abertura do Insano – de 41m de altura e uma velocidade de 105 km/h – no Beach Park, no Brasil.[4]

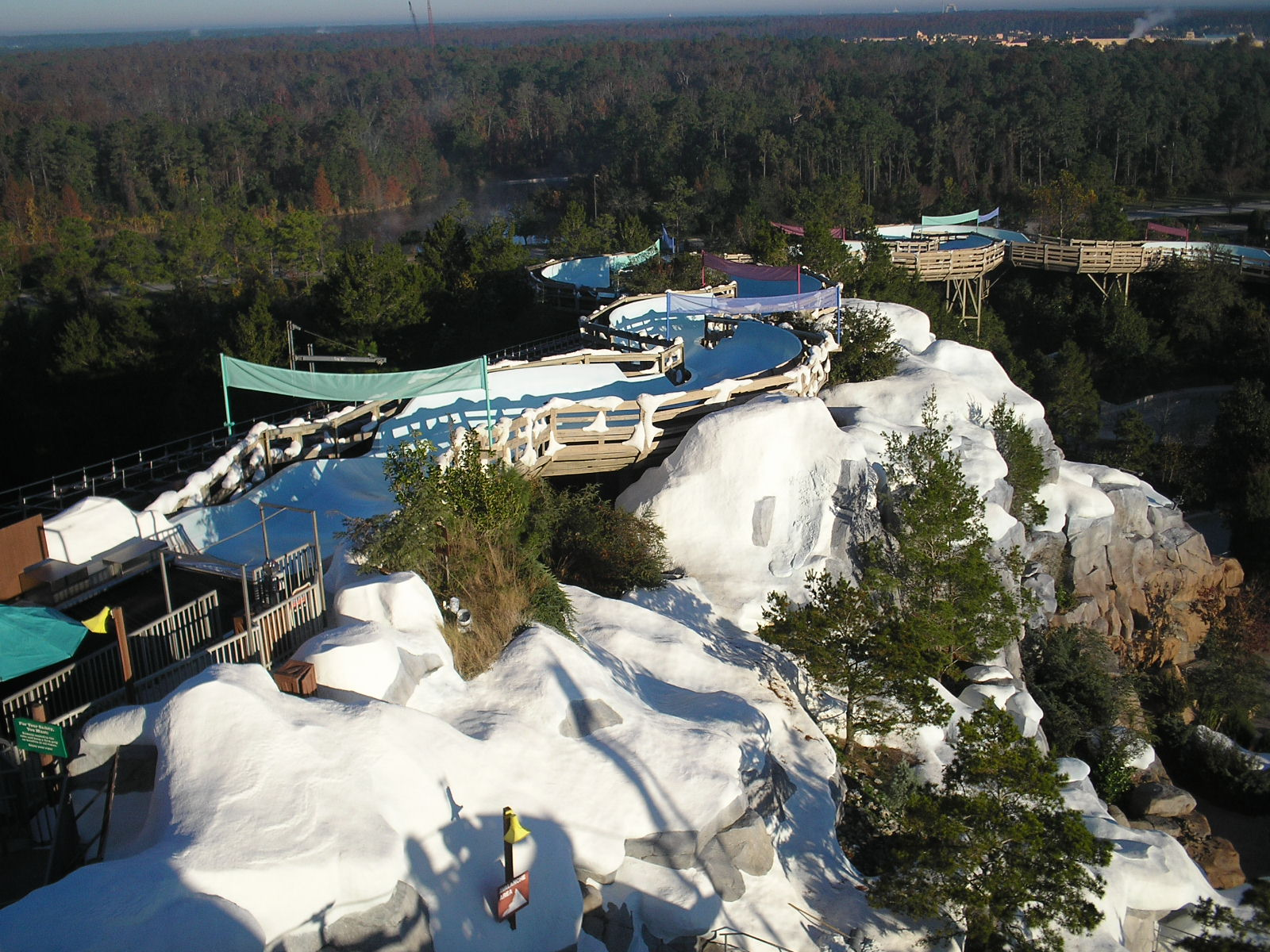
Uma visão do Teamboat Springs.

- Teamboat Springs é o mais longo "raft de água branca" do mundo, com 427 metros de comprimento. Esta atração envia os visitantes por uma série de corredeiras. Os visitantes do parque sentam eum grandes boias azuis que comportam um mínimo de quatro e um máximo de seis pessoas, equipadas com alças para segurar enquanto a água leva as pessoas pelo escarregador. Crianças não são permitidas e há outras restrições de saúde.

- Slush Gusher é uma atração de corpo deitado de 27,4 m de altura e 76,2 m de comprimento que atinge velocidades de até 56 km/h. Ele possui dois locais em que quase cai para fora, apenas para cair de volta para baixo novamente.

### Purple Slope
O acesso às atrações da Purple Slope (todas elas possuem ao menos duas pistas idênticas, bem como são projetadas para corrida) é a partir de um caminho próximo à piscina do Downhill Double Dipper.
- O Downhill Double Dipper é um dos únicos toboáguas de corrida lado-a-lado do mundo. Ele localiza-se próximo ao Snow Stormers no Mount Gushmore. Esta atração radical tem uma altura de 15,2m e um comprimento de 70m. Os viajantes escorregam a uma velocidade de até 40 km/h nesses tubos gêmeos com eles passando por elementos gráficos e bandeiras reconhecidos internacionalmente. Os relógios cronometram cada descida e as pistas possuem equipamentos de áudio automáticos que sinalizam o início de cada corrida. Ele também é um dos únicos escorregadores de corrida onde a velocidade de inpulso não é um fator vital, visto que os portões seguram os competidores até chegar o tempo da corrida. Esta atração tem uma altura mínima exigida de 122 cm.

- Snow Stormers é um "tapete deslizante" que consiste de três toboáguas com 106 m de comprimento. Esta atração situa-se entre o Downhill Double Dipper e o Toboggan Racers no Mount Gushmore. A atração desce do topo da montnaha e segue o percurso em ziguezague pelos portões de esqui. Os visitantes deitam com a barriga no tobogã e descem pelo toboágua.

- Toboggan Racers é um toboágua de 76 m de comprimento com 8 fileiras próximo ao Snow Stormers no[Mount Gushmore. A atração envia os visitantes por uma corrida em quedas na "neve" na lateral do Mount Gushmore. Os visitantes deitam com sua barriga no tobogã e escorregam até a linha de chegada.

### Red Slope
O Red Slope é encontrado no fundo do parque, contendo apenas uma atração (uma atração de vários lados, mas não projetada para corrida, pois os lados são diferentes).
- Runoff Rapids é um toboágua de 183 m de comprimento com dois tubos abertos e um fechado. Esta atração leva os visitantes por curvas toboágua abaixo. A única forma de se chegar à atração é subindo as escadas.

### No solo
- Melt-Away Bay é uma piscina de ondas de 1 acre na base do Mount Gushmore. Esta atração é constantemente alimentada pelas cachoeiras de "gelo derretendo", criando pequenas ondas.

- Cross Country Creek é uma atração com 900 m de comprimento de água que se move lentamente, geralmente conhecido como corredeira, que viaja ao redor do perímetro do parque aquático. A atração carrega os visitantes flutuando (em boias) através de cavernas de gelo. Uma vez dentro da caverna misteriosa, os visitantes passam por baixo de uma cachoeira de "gelo derretido". Há 7 entradas e saídas localizadas no parque para esta atração, e em quaisquer desses locais os visitantes podem pegar boias e levá-las até sair da atração. A volta leva entre vinte e trinta minutos para ser completada, dependendo do nível de lotação.

- Ski Patrol é uma área para pré-adolescentes.
  - Leisure Pool- a piscina contém "icebergs" nos quais os visitantes com menos de 12 anos podem andar.
  - Fahrenheit Drops Geralmente conhecido como "T-Bar", esta é uma atração com corda para visitantes com menos de 1,52 m.
  - Freezin' Pipe Springs – Esta atração é um toboágua curto. Ele deixa os visitantes na mesma área que o Farenheight Drops, mas não tem restrição de altura.
  - Cool Runners- uma ampla área de boias criada pelo rápido derretimento de neve.

- Tike's Peak conta com toboáguas suaves que lembram versões em escala menor de atrações do Blizzard Beach. Também inclui um playground de castelo de neve que conta com jatos de água. Calçados são recomendados devido ao solo quente. Esta atração é limitada para crianças co menos de 122 cm.

- O teleférico é uma viagem de mão única que carrega até 3 visitantes da base na praia para o topo do Mount Gushmore. As cadeiras que carregam os visitantes apresentam assentos de madeira, cobertura com guarda-sóis coloridos e esquis de neve dos lados. Este é meio de transporte mais usado para o topo, onde muitas das atrações se localizam (os visitantes também podem subir as escadas para o topo). Uma Gondola é disponibilizada para portadores de deficiência acessarem  o topo do Mount Gushmore. Há uma exigência de altura mínima de 81 cm, 122 cm para ir sozinho.

#### Comidas e bebidas
- Avalunch: Oferece comidas leves e bebidas. Localiza-se próximo à entrada do teleférico.
- Frostbite Freddie's: Bar vizinho do Snowless Joe's in the Village.
- Lottawatta Lodge: Oferece assentos ao ar livre cobertos e é o principal restaurante da área.
- Polar Pub: Bar localizado na praia da piscina de ondas.
- I. C. Expeditions: Oferece sorvetes, sobremesas e bebidas. Localiza-se próximo ao teleférico.
- The Cooling Hut: Oferece comidas leves e bebidas. Localiza-se na Village.
- The Warming Hut

Isopores são permitidos no parque aquático. Os únicos itens proibidos são vidro e álcool.

#### Merchandise
- Shade Shack: Lojas de joias que vendem pérolas. Localiza-se na vila próximo aos vestiários.
- Snowless Joe's: Local de locação de armários, toalhas e salva-vidas complementares. Localiza-se próximo aos vestiários.
- The Beach Haus: Loja principal de produtos, lembranças, roupa de banho, tênis etc. Localiza-se na Village entre a entrada principal e o Lottawatta Lodge.